# Luis Ovalle
Luis Carlos Ovalle Victoria (Panama, 7 settembre 1988) è un calciatore panamense, difensore dello Sporting S.M. e della nazionale panamense.

## Nazionale
Debutta in Nazionale il 19 dicembre 2010 in un'amichevole persa per 2-1 contro l'Honduras.
È stato convocato per i Mondiali 2018.

## Statistiche

### Cronologia presenze e reti in nazionale
| Cronologia completa delle presenze e delle reti in nazionale ― Panama | Cronologia completa delle presenze e delle reti in nazionale ― Panama | Cronologia completa delle presenze e delle reti in nazionale ― Panama | Cronologia completa delle presenze e delle reti in nazionale ― Panama | Cronologia completa delle presenze e delle reti in nazionale ― Panama | Cronologia completa delle presenze e delle reti in nazionale ― Panama | Cronologia completa delle presenze e delle reti in nazionale ― Panama | Cronologia completa delle presenze e delle reti in nazionale ― Panama |
| Data                                                                  | Città                                                                 | In casa                                                               | Risultato                                                             | Ospiti                                                                | Competizione                                                          | Reti                                                                  | Note                                                                  |
| --------------------------------------------------------------------- | --------------------------------------------------------------------- | --------------------------------------------------------------------- | --------------------------------------------------------------------- | --------------------------------------------------------------------- | --------------------------------------------------------------------- | --------------------------------------------------------------------- | --------------------------------------------------------------------- |
| 19-12-2010                                                            | San Pedro Sula                                                        | Honduras                                                              | 2 – 1                                                                 | Panama                                                                | Amichevole                                                            | -                                                                     | 29’ 46’                                                               |
| 25-1-2012                                                             | Panama                                                                | Panama                                                                | 0 – 1                                                                 | Stati Uniti                                                           | Amichevole                                                            | -                                                                     | 71’                                                                   |
| 29-2-2012                                                             | Asunción                                                              | Paraguay                                                              | 1 – 0                                                                 | Panama                                                                | Amichevole                                                            | -                                                                     | 62’                                                                   |
| 8-2-2015                                                              | Carson                                                                | Stati Uniti                                                           | 2 – 0                                                                 | Panama                                                                | Amichevole                                                            | -                                                                     | 40’ 46’                                                               |
| 4-9-2016                                                              | Panama                                                                | Panama                                                                | 2 – 0                                                                 | Giamaica                                                              | Qual. Mondiali 2018                                                   | -                                                                     | 46’                                                                   |
| 8-9-2016                                                              | San José                                                              | Costa Rica                                                            | 3 – 1                                                                 | Panama                                                                | Qual. Mondiali 2018                                                   | -                                                                     | 26’                                                                   |
| 12-10-2016                                                            | Bridgeview                                                            | Messico                                                               | 1 – 0                                                                 | Panama                                                                | Amichevole                                                            | -                                                                     | 88’                                                                   |
| 11-11-2016                                                            | San Pedro Sula                                                        | Honduras                                                              | 0 – 1                                                                 | Panama                                                                | Qual. Mondiali 2018                                                   | -                                                                     | 36’                                                                   |
| 16-11-2016                                                            | Panama                                                                | Panama                                                                | 0 – 0                                                                 | Messico                                                               | Qual. Mondiali 2018                                                   | -                                                                     |                                                                       |
| 13-1-2017                                                             | Panama                                                                | Panama                                                                | 0 – 0                                                                 | Belize                                                                | Coppa centroamericana 2017                                            | -                                                                     | 70’                                                                   |
| 17-1-2017                                                             | Panama                                                                | Panama                                                                | 0 – 1                                                                 | Honduras                                                              | Coppa centroamericana 2017                                            | -                                                                     | 35’ 70’                                                               |
| 21-1-2017                                                             | Panama                                                                | Panama                                                                | 1 – 0                                                                 | Costa Rica                                                            | Coppa centroamericana 2017                                            | -                                                                     |                                                                       |
| 25-3-2017                                                             | Port of Spain                                                         | Trinidad e Tobago                                                     | 1 – 0                                                                 | Panama                                                                | Qual. Mondiali 2018                                                   | -                                                                     |                                                                       |
| 29-3-2017                                                             | Panama                                                                | Panama                                                                | 1 – 1                                                                 | Stati Uniti                                                           | Qual. Mondiali 2018                                                   | -                                                                     |                                                                       |
| 9-6-2017                                                              | San José                                                              | Costa Rica                                                            | 0 – 0                                                                 | Panama                                                                | Qual. Mondiali 2018                                                   | -                                                                     |                                                                       |
| 8-7-2017                                                              | Nashville                                                             | Stati Uniti                                                           | 1 – 1                                                                 | Panama                                                                | Gold Cup 2017 - 1º turno                                              | -                                                                     |                                                                       |
| 15-7-2017                                                             | Cleveland                                                             | Panama                                                                | 3 – 0                                                                 | Martinica                                                             | Gold Cup 2017 - 1º turno                                              | -                                                                     |                                                                       |
| 20-7-2017                                                             | Filadelfia                                                            | Costa Rica                                                            | 1 – 0                                                                 | Panama                                                                | Gold Cup 2017 - Quarti di finale                                      | -                                                                     |                                                                       |
| 2-9-2017                                                              | Città del Messico                                                     | Messico                                                               | 1 – 0                                                                 | Panama                                                                | Qual. Mondiali 2018                                                   | -                                                                     |                                                                       |
| 6-9-2017                                                              | Panama                                                                | Panama                                                                | 3 – 0                                                                 | Trinidad e Tobago                                                     | Qual. Mondiali 2018                                                   | -                                                                     |                                                                       |
| 6-10-2017                                                             | Orlando                                                               | Stati Uniti                                                           | 4 – 0                                                                 | Panama                                                                | Qual. Mondiali 2018                                                   | -                                                                     |                                                                       |
| 10-10-2017                                                            | Panama                                                                | Panama                                                                | 2 – 1                                                                 | Costa Rica                                                            | Qual. Mondiali 2018                                                   | -                                                                     | cap.                                                                  |
| 14-11-2017                                                            | Cardiff                                                               | Galles                                                                | 1 – 1                                                                 | Panama                                                                | Amichevole                                                            | -                                                                     |                                                                       |
| 27-3-2018                                                             | Basilea                                                               | Svizzera                                                              | 6 – 0                                                                 | Panama                                                                | Amichevole                                                            | -                                                                     |                                                                       |
| 30-5-2018                                                             | Panama                                                                | Panama                                                                | 0 – 0                                                                 | Irlanda del Nord                                                      | Amichevole                                                            | -                                                                     |                                                                       |
| 28-6-2018                                                             | Saransk                                                               | Panama                                                                | 1 – 2                                                                 | Tunisia                                                               | Mondiali 2018 - 1º turno                                              | -                                                                     |                                                                       |
| 16-10-2018                                                            | Cheonan                                                               | Corea del Sud                                                         | 2 – 2                                                                 | Panama                                                                | Amichevole                                                            | -                                                                     | 68’                                                                   |
| Totale                                                                |                                                                       | Presenze                                                              | 27                                                                    |                                                                       | Reti                                                                  | 0                                                                     |                                                                       |